# Anacamptis coriophora
Anacamptis coriophora är en orkidéart som först beskrevs av Carl von Linné, och fick sitt nu gällande namn av R.M.Bateman, Pridgeon och Mark W. Chase. Anacamptis coriophora ingår i släktet salepsrötter, och familjen orkidéer. Inga underarter finns listade i Catalogue of Life.

## Bildgalleri

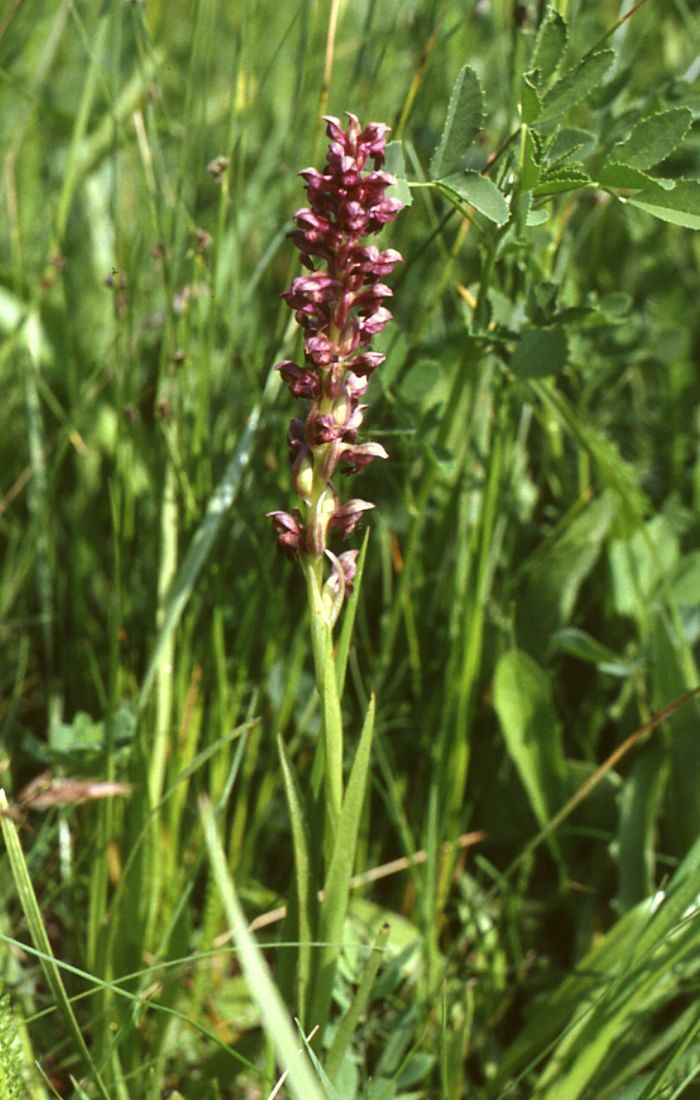
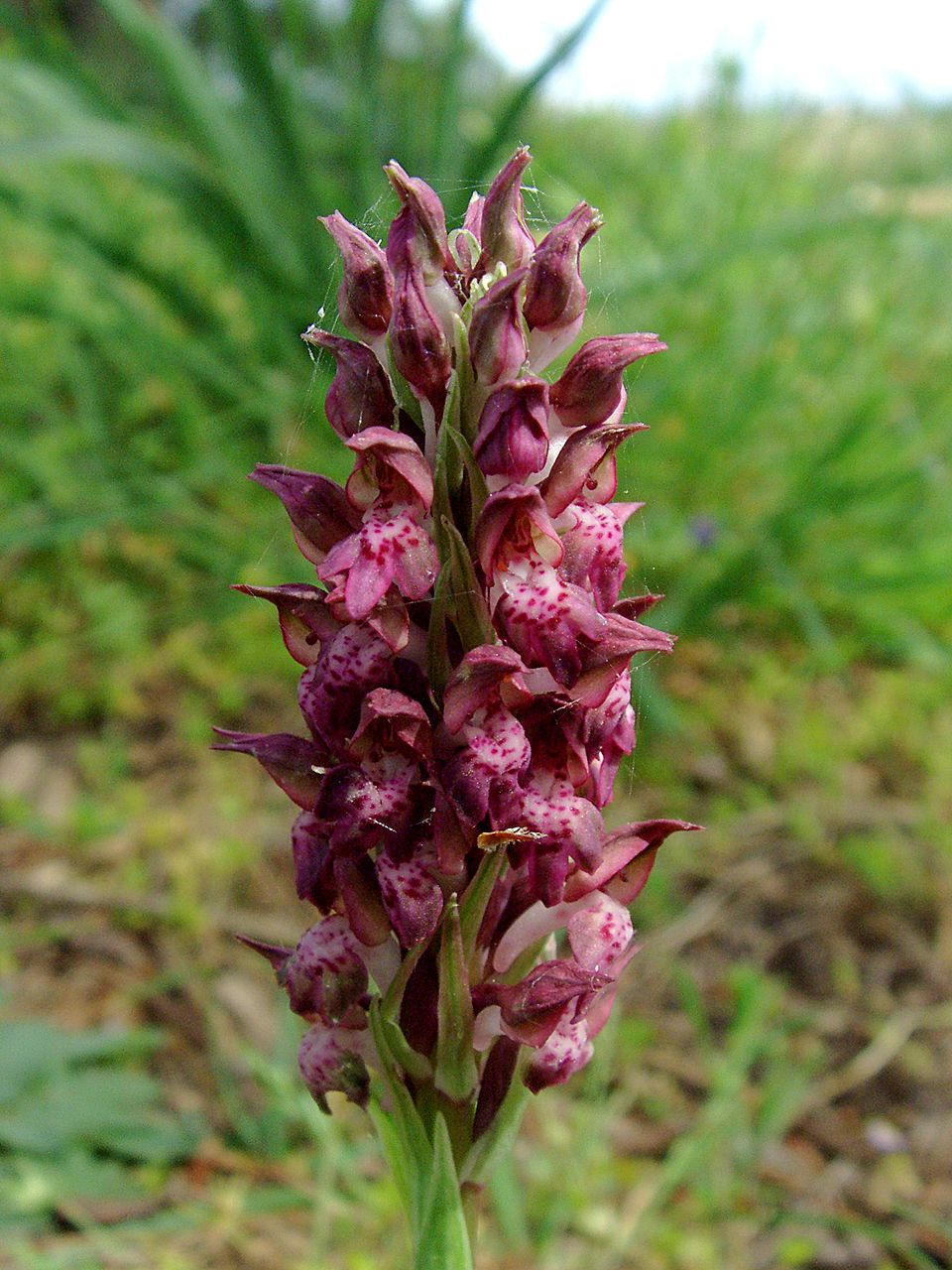
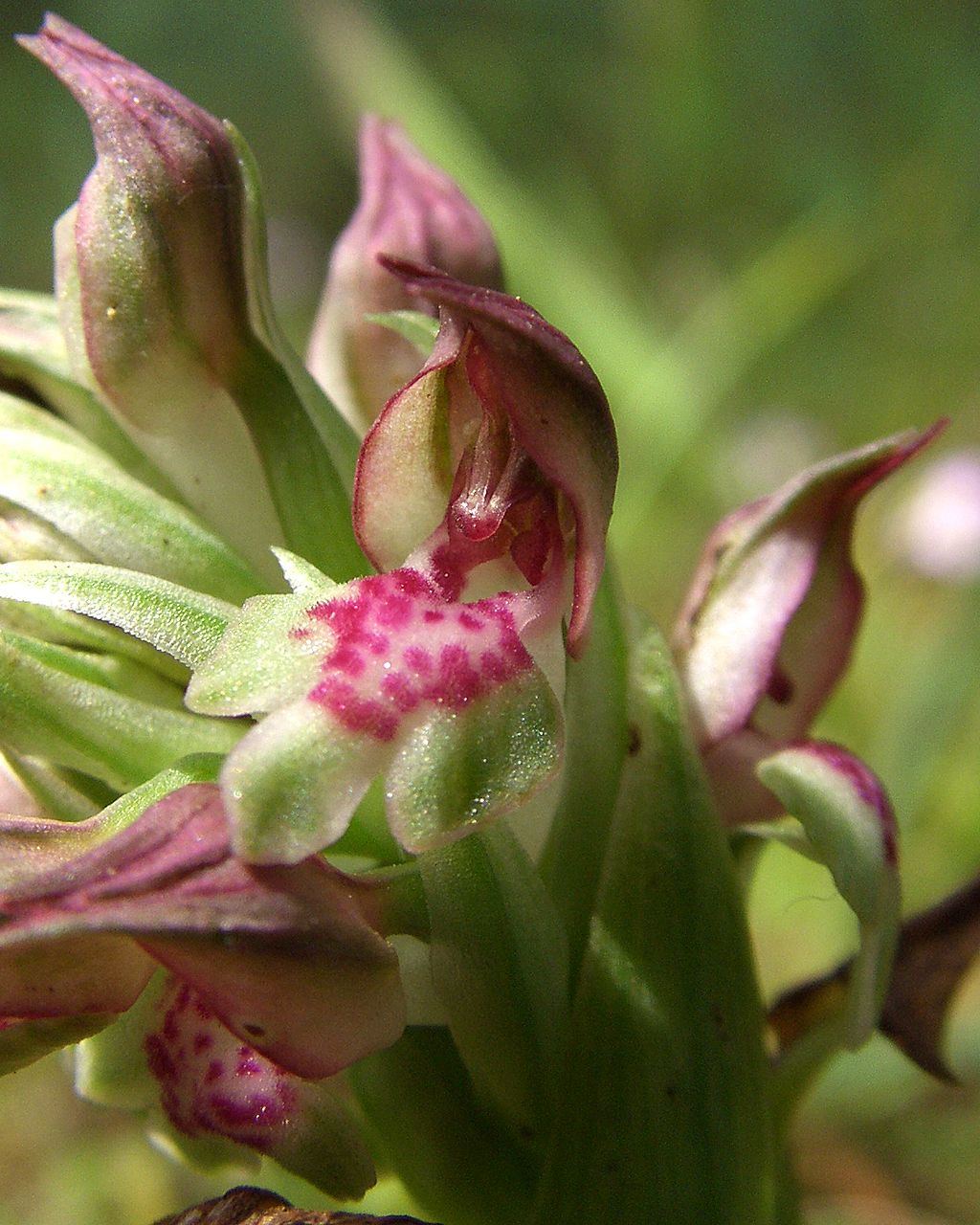
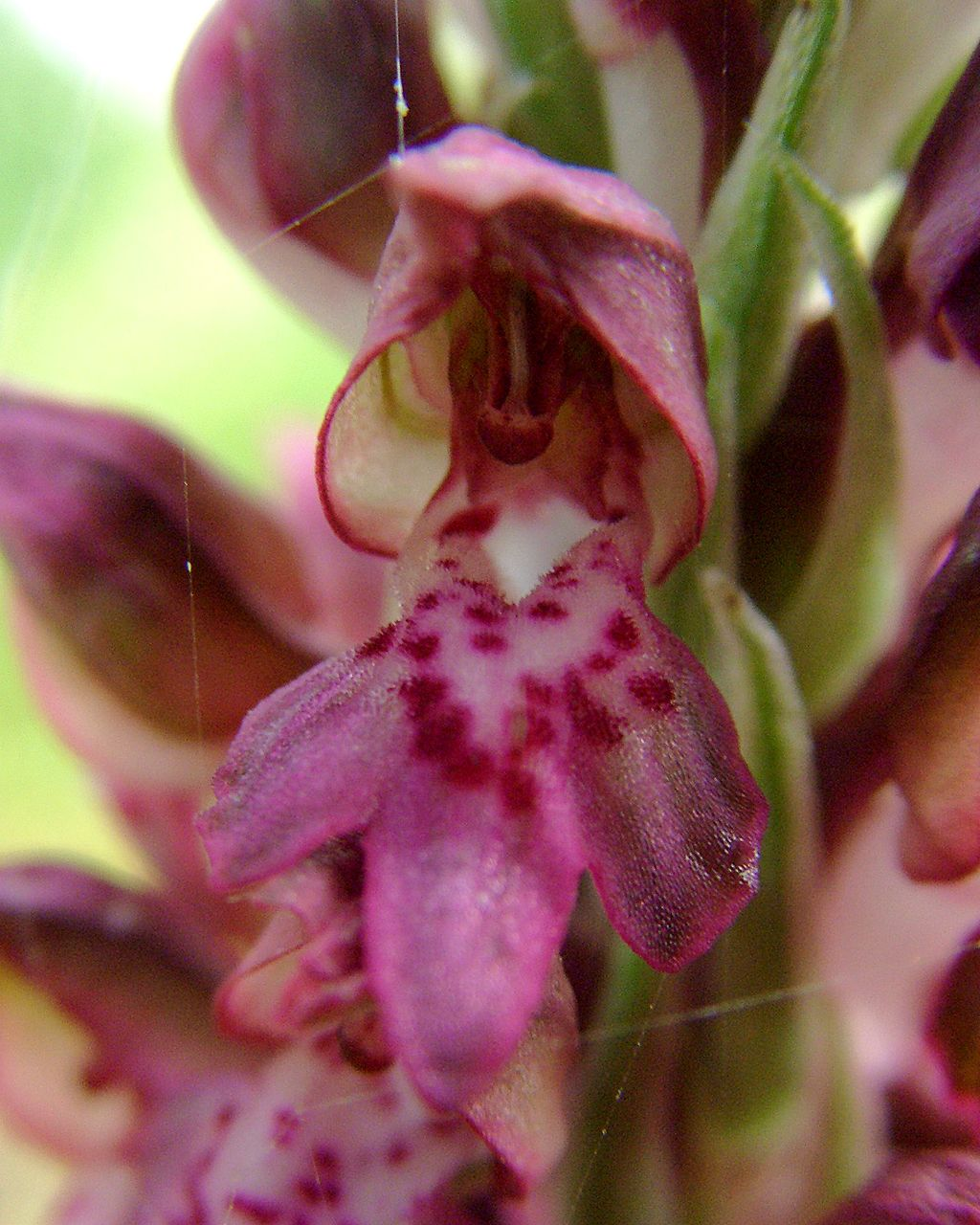
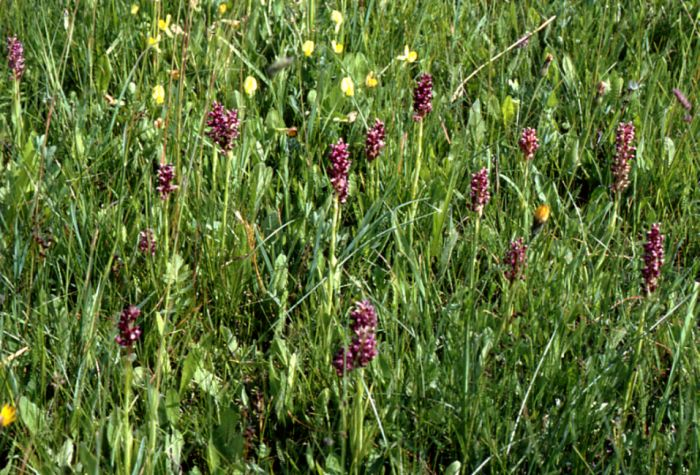
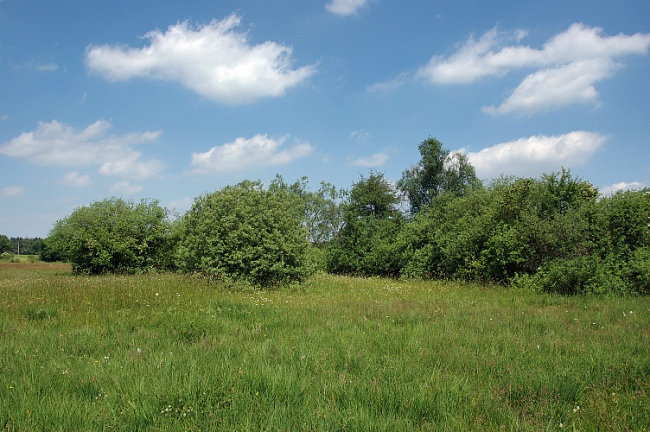